# Nathan E. Kendall

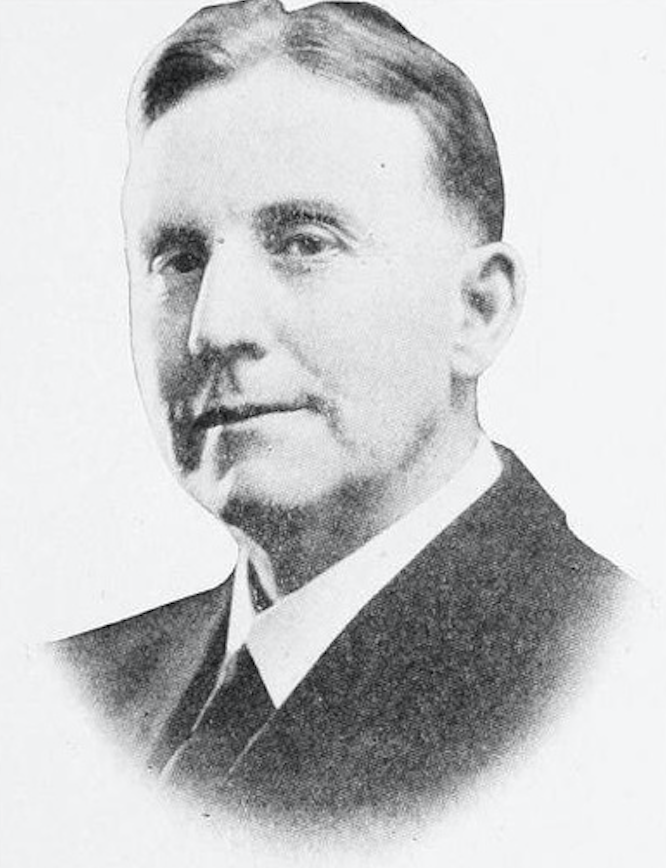
Kendall, 1921

Nathan Edward Kendall, född 17 mars 1868 nära Greenville, Iowa, död 5 november 1936 i Des Moines, Iowa, var en amerikansk republikansk politiker. Han representerade delstaten Iowas sjätte distrikt i USA:s representanthus 1909–1913. Han var den 23:e guvernören i Iowa 1921–1925.
Kendall studerade juridik och inledde 1889 sin karriär som advokat. Under 1890-talet arbetade han även som åklagare. Kongressledamot Daniel W. Hamilton besegrades 1908 av Kendall som omvaldes två år senare. I representanthuset efterträddes Kendall 1913 av Sanford Kirkpatrick.
I guvernörsvalet 1920 vann Kendall mot Clyde L. Herring med omval två år senare. År 1925 efterträddes han som guvernör av John Hammill.